# Brecon Castle
Brecon Castle (walisisk: Castell Aberhonddu) er en borg i byen Brecon, Wales. Den blev opført af den normanniske Lord Bernard de Neufmarché i 1093, og blev hyppigt angrebet af waliserne i 1200- og 1400-tallet. Ejerskabet af borgen skiftede også mange gange. Den begyndte at gå i forfald da Henrik 8. henrettede den sidste hertuger af Buckingham, der på dette tidspunkt kontrollerede borgen.
I begyndelsen 1800-tallet blev den renoveret og omdannet til hotel.